# Помощь СССР Югославии во Второй мировой войне
Помощь СССР Югославии во Второй мировой войне осуществлялась с 1944 по 1945 годы по инициативе Национального комитета освобождения Югославии и советских властей. Помощь осуществлялась как в форме поставки вооружений, военной техники и других материалов, так и в форме участия советских военных специалистов в развитии Народно-освободительной армии Югославии (с 1 марта 1945 — Югославской народной армии). Советская помощь сыграла важную роль в итоговой победе в Народно-освободительной войне Югославии против Германии и её сателлитов (в частности, позволила открыть Сремский фронт).

## Соглашение о помощи в сентябре 1944 года

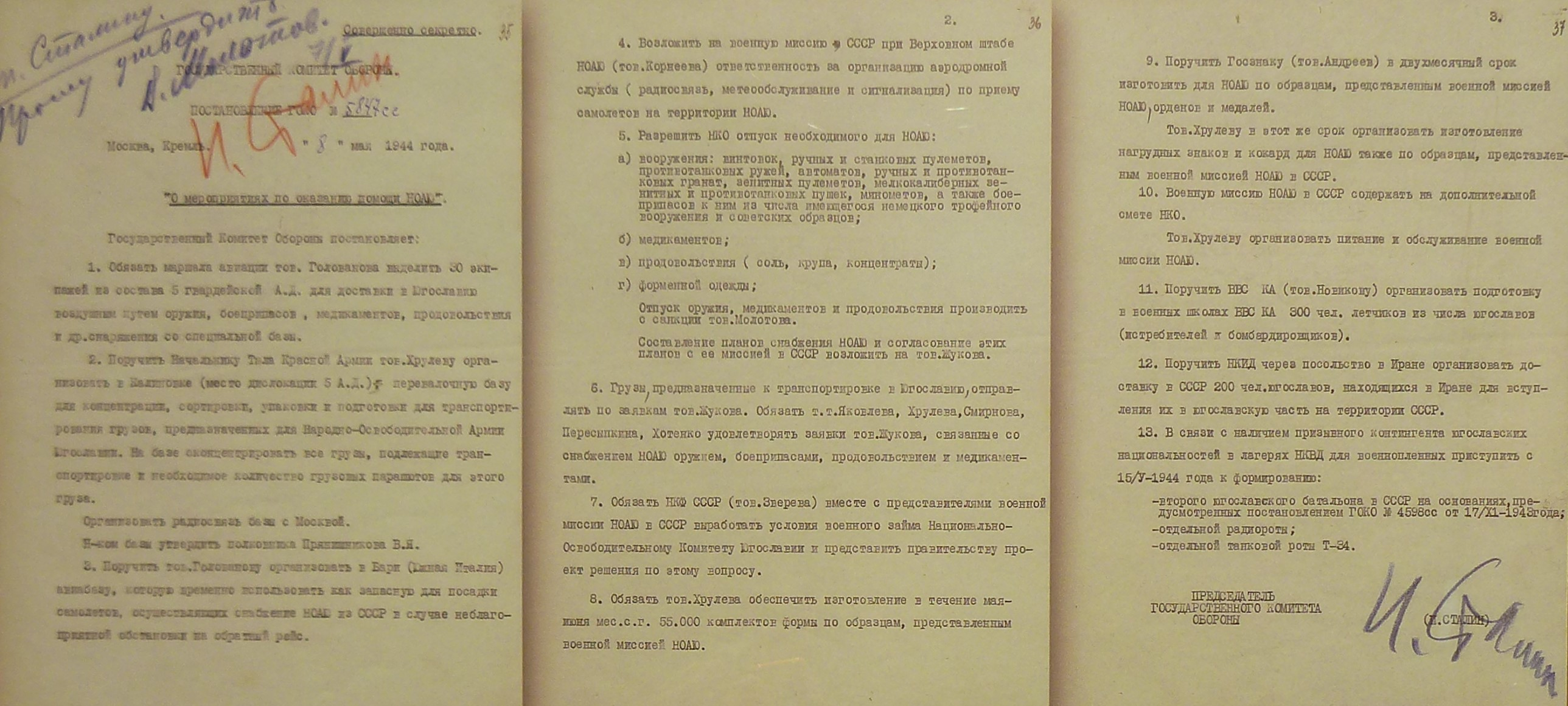
Постановление Государственного комитета обороны СССР от 8 мая 1944 года о мерах по оказанию помощи НОАЮ

Поставка оружия югославским антифашистам де-факто началась 24 мая 1944 года, когда в Красной армии появилась 1-я отдельная югославская пехотная бригада численностью 1946 человек. На её вооружении поступили 1250 винтовок и карабинов, 344 пистолета-пулемёта, 96 ручных и станковых пулемётов, 32 противотанковых ружья, 46 орудий и миномётов. К июлю 1944 года формирование бригады завершилось, а в августе она в составе 2-го Украинского фронта начала бои.
В сентябре 1944 года главнокомандующий НОАЮ Иосип Броз Тито, находившийся в Москве, достиг договорённости о поставке оружия и снабжения 12 сухопутным и двум авиационным дивизиям Народно-освободительной армии. 7 сентября была создана 2-я югославская танковая бригада численностью 895 человек, оснащённая 65 танками Т-34. Осенью в районе города Крайова силами 2-го Украинского фронта была создана госпитальная база НОАЮ (10 военных госпиталей на 5000 коек), что стало началом оказания масштабной помощи югославским партизанам.
Для оказания помощи НОАЮ постановлением ГКО от 17 июня 1944 года была создана Авиагруппа особого назначения (АГОН), которая осуществляла транспортные рейсы с авиабазы вблизи Бари (Италия).
По заключённому соглашению Народно-освободительной армии Югославии были поставлены 96515 винтовок и карабинов, 20528 пистолетов и револьверов, 68423 пистолетов-пулемётов, ручных и станковых пулемётов, 3797 противотанковых ружей, 512 зенитных пулемётов типа ДШК, 3364 миномёта, 170 зенитных артиллерийских орудий, 895 полевых артиллерийских орудий, 491 самолёт (истребители Як-1Б, Як-9Т), 65 танков, 1329 радиостанций, 11 полевых госпиталей и другое оборудование. Поставленным из СССР оружием были оснащены следующие подразделения:
- 12-й воеводинский армейский корпус
  - 16-я воеводинская дивизия (к ноябрю 1944)
  - 36-я воеводинская дивизия (к ноябрю 1944)
  - 51-я воеводинская дивизия (к ноябрю 1944)
- 1-й пролетарский армейский корпус
  - 1-я Пролетарская дивизия (к ноябрю 1944)
  - 5-я Краинская дивизия (к ноябрю 1944)
  - 6-я Ликская пролетарская дивизия (к ноябрю 1944)
  - 11-я Краинская дивизия (к декабрю 1944)
  - 21-я сербская дивизия (к декабрю 1944)
- Южная оперативная группа НОАЮ
  - 23-я сербская дивизия (к декабрю 1944)
  - 25-я сербская дивизия (к декабрю 1944)
  - 45-я сербская дивизия (к декабрю 1944)
- Некоторые другие подразделения[7][8]

Поставка советского вооружения и снабжения позволила повысить уровень боеготовности югославских подразделений и создать первые подразделения особого назначения: так, при дивизиях стали появляться специальные артиллерийские бригады, что повысило в целом огневую мощь. 2-я югославская танковая бригада, созданная в СССР, приняла первый бой в марте 1945 года на Сремском фронте; к 7 января 1945 в Воеводине уже базировались 11-я истребительная и 42-я штурмовая авиадивизии.
Общий объём помощи СССР югославским вооружённым формированиям в период до 1 января 1945 года составил свыше 52 млн рублей.

## Соглашение о помощи в январе 1945 года
В январе 1945 года переговоры о поставке оружия продолжились, и по итогам очередного соглашения объём поставляемой помощи повысился. Государственный комитет обороны 10 февраля 1945 издал постановление «О мерах помощи Национальному комитету освобождения Югославии в реорганизации и вооружении армии (О мерах по оказанию помощи югославской армии в целях превращения её в регулярную)», по которому югославы получали военную помощь для содержания 20 пехотных дивизий, двух артиллерийских и трёх танковых бригад, одной смешанной авиационной и одной авиатранспортной дивизий, нескольких полков и ряда инженерных и автомобильных частей.
К концу войны югославские власти получили помощь на сумму 421,9 млн. советских рублей (для сравнения — Болгария в послевоенные годы получила помощь от СССР на сумму 294,9 млн. руб.). Использованные деньги пошли на модернизацию Югославской народной армии и позволили Югославии не только создать новые вооружённые силы, но и задуматься о создании Южнославянской федерации.

## Помощь в развитии медицинской службы Народно-освободительной армии Югославии
Партизанская медицинская служба была реформирована советскими специалистами в 1944—1945 годах. В сентябре 1944 года на остров Вис через Бари прибыла советская медицинская миссия полковника Анатолия Казанского (16 врачей и 13 медсестер). С сентября 1944 года по октябрь 1945 года Казанский был главным хирургом-советником Югославии. Советские специалисты провели ряд преобразований в партизанской медицине.
Советская медицинская миссия настаивала на введении в партизанскую медицину ряда новшеств:
- Точное ведение медицинской документации;
- Точная техническая организация перевязочных, пунктов медицинской помощи и операционных залов;
- Соблюдение утвержденных профессиональных правил.

По советским рекомендациям в составе Санитарного управления Верховного штаба Народно-освободительной армии Югославии создали отделы:
- Медицинской эвакуации (главный советник — подполковник Лысенко);
- Гигиены и эпидемиологии;
- По работе с личным составом.

Советские медики (доктора Сидоренко, Алферов, Смирницкий, Иванов, Пятницкий, Мишура, Гуков и Бухвалов) реорганизовали Центральный институт гигиены, а по их рекомендациям (с учетом опыта Красной Армии) были реорганизованы санитарные подразделения в дивизиях.
При поддержке Казанского был учрежден журнал «Войносанитетски преглед» («Военно-медицинский обзор»), первый номер которого вышел в Висе в сентябре 1944 года.
В январе 1945 года югославская делегация в Москве договорилась о подготовке югославских кадров в Военно-медицинской академии (Ленинград) и Военно-медицинском училище в Киеве, а также о направлении военно-медицинской литературы для обучения югославских врачей и медсестер.